# Sturnira adrianae
Sturnira adrianae (Molinari, Bustos, Burneo, Camacho, Moreno & Fermín, 2017) è un pipistrello della famiglia dei Fillostomidi endemico del Venezuela.

## Descrizione

### Dimensioni
Pipistrello di piccole dimensioni, con la lunghezza totale tra 55 e 85 mm, la lunghezza dell'avambraccio tra 43,5 e 52,1 mm, la lunghezza del piede tra 11 e 17 mm, la lunghezza delle orecchie tra 12 e 21 mm e un peso fino a 25 g.

### Aspetto
La pelliccia è lanosa e si estende sugli avambracci e sugli arti inferiori. Il colore generale del corpo è bruno-grigiastro chiaro. Sono presenti dei ciuffi di peli più lunghi sulle spalle. I piedi sono cosparsi dorsalmente di corti peli sottili. Le membrane alari variano dal bruno-grigiastro al bruno-nerastro. È privo di coda. L'uropatagio è ridotto ad una sottile membrana cosparsa di peli lungo la parte interna degli arti inferiori.

## Biologia

### Alimentazione
Si nutre di frutta.

### Riproduzione
Danno alla luce un piccolo alla volta due volte l'anno.

## Distribuzione e habitat
Questa specie è diffuso nelle regioni montane del Venezuela occidentale e settentrionale. Probabilmente è presente anche nella vicina cordigliera andina colombiana.
Vive nelle foreste pluviali tra 60 e 2.400 metri di altitudine

## Tassonomia
Sono state riconosciute 2 sottospecie:
- S.a.adrianae: Regioni andine e montagne costiere del Venezuela occidentale e settentrionale fino alla depressione di Unaré ad est;
- S.a.caripana (Molinari, Bustos, Burneo, Camacho, Moreno & Fermín, 2017): massicci montuosi del Venezuela nord-orientale, dalla depressione di Unaré fino alla penisola di Paria.

## Conservazione
Questa specie, essendo stata scoperta solo recentemente, non è stata sottoposta ancora a nessun criterio di conservazione.